# Гідравлічна теорія
Гідравлічна (іригаційна) теорія походження держави (К. Вітфогель) — теорія, що пояснює виникнення держави необхідністю організовувати великі маси людей для будівництва іригаційних споруд (каналів, дамб, водопідйомників тощо). Автор теорії - К. Віттфогель.  Одна з провідних теорій державогенезу.
Теорія претендує на пояснення процесів формування держав у країнах з природними умовами, де питання забезпечення водою було життєво вирішальним.

## Загальна характеристика
Згідно з концепцією Віттфогеля, іригаційний спосіб землеробства є найбільш імовірною відповіддю доіндустріального суспільства на труднощі ведення господарства в умовах посушливого клімату. Пов'язана з цим способом господарства необхідність організованих колективних робіт призводить до розвитку бюрократії і, як наслідок, до посилення авторитаризму. Так виникає східна деспотія, або «гідравлічна держава» (hydraulic state) - особливий вид громадського устрою, що відрізняється крайнім антигуманізмом і нездатністю до прогресу.
Іригаційні роботи пов'язані не тільки із забезпеченням достатньої кількості води, але і з захистом від занадто великої її кількості (дамби, дренаж і т. п.). Усі ці операції, на думку Віттфогеля, вимагають підпорядкування основної маси населення невеликій кількості функціонерів. «Ефективне управління цими роботами вимагає створення організаційної системи, що включає в себе або все населення країни, або, щонайменше, його найбільш активну частину. У результаті ті, хто контролює цю систему, мають унікальні можливості для досягнення вищої політичної влади».
Слід зазначити, що виділенню класу функціонерів сприяє також і необхідність ведення календаря і астрономічних спостережень. У стародавніх іригаційних державах бюрократія тісно пов'язана з жрецтвом (це можуть бути одні і ті ж люди, як у Стародавньому Єгипті чи Китаї).
Так виникає гідравлічна (hydraulic) держава - найпоширеніша форма громадського устрою протягом більшої частини людської історії.

## Походження
«Гідравлічна» або «іригаційна» теорія держави була розроблена німецько-американським соціологом, синологом та істориком Карлом Августом Віттфогелем. У  1920-і роки, будучи одним з видних мислителів Комуністичної партії Німеччини, Віттфогель цікавився питаннями зв'язку природного середовища та суспільного розвитку (Bassin, 1996). 1933-1934 роки Віттфогель провів у концтаборі, що згодом серйозно вплинуло на його погляди. Після звільнення він емігрував до Великої Британії, а потім у США.
У 1930-і роки  Віттфогель вивчав історію Китаю і його зацікавила теорія азійського способу виробництва. Про що свідчить його стаття «Die Theorie der orientalischen Gesellschaft» (1938). У цій статті Віттфогель продовжив вдосконалювати положення Маркса про особливу суспільно-економічну формацію, засновану на іригаційному землеробстві. До кінця Другої світової війни Віттфогель стає переконаним антикомуністом та бере активну участь у роботі комітету Маккаран. Саме тоді він розробляє теорію гідравлічної держави, яка відображена у книзі «Oriental despotism: a comparative study of total power» (1957)

## Теорія гідравлічної держави
Згідно з теорією Віттфогеля, іригаційний спосіб землеробства є найбільш імовірною відповіддю доіндустріального суспільства на труднощі ведення господарства в умовах посушливого клімату. Пов'язана з цим способом господарства необхідність організованих колективних робіт, що є наслідком розвитку бюрократії і посилення авторитаризму. Так виникає східна деспотія, або «гідравлічна держава» (hydraulic state) − особливий вид громадського устрою, що відрізняється крайнім антигуманізмом і нездатністю до прогресу. 
Доступність води – чинник, що визначає (з високим ступенем імовірності) характер розвитку суспільства, проте він не є єдиним та необхідним для виживання.
Для успішного ведення землеробського господарства необхідно кілька умов: наявність культурних рослин, придатний ґрунт, клімат, що не перешкоджає землеробству рельєф місцевості.
Всі ці фактори необхідні. Проте не менш важливим є те, наскільки успішно людина може впливати на них, а тому, як зазначає К. Віттфогель: «Ефективність людського компенсуючого впливу залежить від того, наскільки легко несприятливий фактор може бути змінений. Деякі фактори можна розглядати як незмінні, так як при наявних технологічних умовах вони не піддаються людському впливу. Інші піддаються йому легше» . Так, одні фактори (клімат) досі майже не регулюються людиною. Однак, на деякі чинники людина може вплинути: завезти в певну місцевість культурні рослини, удобрити і обробити ґрунт. Все це людина здатна зробити сама або об’єднатися в групу з іншими.
Таким чином, можна побачити два основних типи факторів землеробства: такі, змінити які людина може легко змінити і такі, які вона змінити не може (або не міг більшу частину своєї історії). Проте існує один природний фактор, який не належить ні до однієї з цих груп, але є необхідним для землеробства. Це – вода.
Накопичення води на землі є досить нерівномірним. Це не має особливого значення для землеробства в регіонах з високим рівнем опадів, але дуже важливо − в посушливих. Тому тільки масово організована праця може вирішити  її доставку на поля. Однак дуже важливо те, що деякі неіррігаційні роботи (наприклад, розчищення лісу) можуть бути дуже трудомісткими, але не вимагають чіткої координації, оскільки ціна помилки при їх виконанні набагато нижче.
Іригаційні роботи пов'язані не тільки із забезпеченням достатньої кількості води, але і з захистом від занадто великої її кількості. Всі ці операції, на думку Віттфогеля, вимагають підпорядкування основної маси населення невеликій кількості функціонерів. Він зазначає:  «Ефективне управління цими роботами вимагає створення організаційної системи, що включає в себе або все населення країни, або, щонайменше, його найбільш активну частину. В результаті ті, хто контролює цю систему, мають унікальні можливості для досягнення вищої політичної влади».
Слід зазначити, що виділення класу функціонерів сприяє також і необхідність ведення календаря та астрономічних спостережень. У стародавніх іригаційних державах бюрократія тісно пов'язана з жрецтвом.
Отже, можна прослідкувати виникнення гідравлічної або менеджеріальної деспотичної держави.
Суспільство в менеджеріальній державі слабке, а тому держава зберігає над ним контроль. Для цього держава створює відповідні заходи, наприклад, придушення великих власників, контроль за володінням землею. 
Віттфогель підкреслює, що гідравлічні суспільства не завжди позбавлені привабливих на перший погляд демократичних рис. Ці риси, такі як незалежність громад, егалітаризм, релігійна толерантність, елементи виборної демократії, є проявами «демократії жебраків.
Але слід зазначити те, що населення гідравлічних держав, яке не перейшло до гідравлічного типу господарювання, було або витіснено, або завойоване цими державами. 
За даною теорією можливе проникнення гідравлічних держав, зокрема їх інститутів, до неірригаційних. Такі суспільства відносилися до маргінальної зони деспотизму (  Китай, Росія, Візантія). 
Також виділялись так звані субмаргінальні держави, які володіли окремими гідравлічними рисами (Японія, Київська Русь, Рим).
Однак можна прослідкувати досить цікавий  факт, що Японію, де іригація практикувалася, Віттфогель відносив до субмаргінальної зони, а Росію, де не практикувалася, − до маргінальної (тобто Росія мала більше ознак гідравлічної держави). На думку Віттфогеля, японське землеробство − гідроагрикультурне, а не гідравлічне, тобто здійснюється цілком і повністю селянськими громадами, без контролю з чиєїсь сторони. Віттфогель зазначає: «Японські іригаційні системи контролювалися не так національними або регіональними, скільки місцевими лідерами; гідравлічні тренди розвитку були значні тільки на місцевому рівні і лише протягом першої фази задокументованої історії країни» . Тому у Японії не існувало гідравлічного суспільства. Росія ж, опинившись під владою монголів, сприйняла всі ті гідравлічні інститути, які мало прижилися в попередній, київський період її історії.

### Особливості статусу власності
У гідравлічному суспільстві відсутня класова боротьба, адже суспільство придушене державою. Власність в гідравлічному державі відрізняється від власності європейської. У деспотичних державах земля є лише
джерелом доходу, а в європейських - ще й політичної влади. Статус власності в гідравлічній державі має особливий статус. 
Виділяють 3 типи власності:
1) Простий тип гідравлічних відносин власності – приватної власності не існує;
2) Середній тип – в сферах комерції та виробництва існує приватна власність;
3) Важкий тип – приватна власність у всіх сферах.
Бюроктратія була правлячим класом у гідравлічній державі, а тому як наслідок було ослаблення приватної власності.
Як пише Віттфогель: «... прірву між двома станами поглиблювалася завдяки законам, які зробили володіння золотом, сріблом, дорогоцінним камінням ... привілеєм правителів».
Ще одним прикладом даного твердження є те, що був створений закон про рівне спадкування, що в свою чергу також ослаблювало власність.

## Типи гідравлічного суспільства
Віттфогель розділяє гідравлічні суспільства на два умовних типи («compact» і «loose»). Перші утворюються тоді, коли гідравлічне «серце» держави поряд з політичним і соціальним домінуванням досягає повної економічної гегемонії над негідравлічними околицями, а другі - коли воно не має такої економічної переваги. Віттфогель проводить її за кількістю зібраного врожаю, а томі дана межа є умовною. Якщо в гідравлічних областях збирається більше половини врожаю країни, то вона належить до «compact», а якщо менше - то до «loose».
Ці типи Віттфогель ділить, в свою чергу, на чотири підтипи, згідно характеру іригаційних систем і ступеня економічного домінування гідравлічної серцевини над негідравлічною периферією: 
•	суцільні компактні гідравлічні системи (C1) - племена пуебло, приморські міста-держави стародавнього Перу, Стародавній Єгипет; 
•	роздроблені компактні гідравлічні системи (C2) - міста-держави Нижньої Месопотамії і царство Цинь в Китаї; 
•	регіональна економічна гегемонія центру (L1) - племена чагга, Ассирія, китайське царство Ци і Чу; 
•	відсутність навіть регіональної економічної гегемонії гідравлічного центру (L2) - племінні цивілізації - Сук в Східній Африці, Зуні в Нью-Мексико.

## Рим в аспекті гідравлічної держави
Віттфогель вважав, що Рим в ранньореспубліканській період не був гідравлічною державою, але згодом, коли було завойовано Єгипет і Сирію, став переймати східні традиції управління і перетворився на маргінальну гідравлічну державу.

## Характеристика СРСР та Німеччини
Віттфогель пов'язував менеджеріальний тип держави з СРСР і нацистською
Німеччиною, вважаючи, що в цих суспільствах тенденції східного деспотизму знайшли своє найбільш повне втілення. Проте, щодо СРСР К. Галеєв такі аргументи вважає не досить переконливими, а щодо гітлерівської Німеччини - більш обґрунтовані. К Галеє з цього приводи говорить, що єдиним аргументом, що приводиться на підтримку тези про деспотичну сутність нацистського режиму такий: «Жоден спостерігач не стане називати гітлерівський уряд демократичним, тому що його звернення з власністю євреїв відповідало Нюрнберзьким законам. Він також не буде заперечувати абсолютистського характеру ранньорадянської держави на тій підставі, що воно купувало зерно у селян за ним же встановленими цінами ». 
Щодо аргументів на підтримку положення про азійський характер СРСР К. Галеев вказує на наступне: революція 1917 року була поверненням старої азійської спадщини в новому обличчі; соціалістичне суспільство, описане теоретиками комунізму, дуже схоже на модель азійського способу виробництва. Однак за Віттфогелем, класики марксизму самі помітили дану схожість і саме тому в пізніх своїх роботах не згадували азійський спосіб виробництва в числі суспільно-економічних формацій.
Послідовниками та критиками даної теоріє є Роксана Хафіз, Дэвід Гольдфранк, Еши Шах, С. Ліпсет-Рев`єра, Сюзанна Лііс, Карнейро, Адамс, Дэвід Прайс, Хомаюн Сідкі, Манус Мідларскі, Бонг В. Канг, Стефан Лансинг, Мюррей Кокс, Сін Доуней, Марко Ланссен и Джон Шонфельдер, Себастьян Страйд, Бернардо Ронделлі и Сімоне Мантелліні, Толстов, Мандани Лімберт, Стефен Коткін, Ола Олссон, Дункан Сайер, Ральф Сігмунд, Метью Девіс..

### Значення теорії
Теорія ґрунтується на конкретних історичних фактах та може претендувати на локальний характер, тобто служити для пояснення процесу походження держави в регіонах з жарким кліматом. Проте вона не пояснює перебіг цього процесу в інших регіонах земної кулі.